# Bratřínov
Bratřínov (německy Braterschin) je obec v okrese Praha-západ ve Středočeském kraji, asi 25 km jižně od Prahy. Žije zde 206 obyvatel.

## Historie
První písemná zmínka o obci pochází z roku 1205.

## Obecní správa

### Části obce
- Bratřínov (k. ú. Bratřínov)

Součástí obce je také základní sídelní jednotka U Kocáby. K obci patří také Askalona a Jamky.
Sousedními obcemi sídla jsou Slapy, Bojanovice a Čisovice.

### Územněsprávní začlenění
Dějiny územněsprávního začleňování zahrnují období od roku 1850 do současnosti. V chronologickém přehledu je uvedena územně administrativní příslušnost obce (osady, části obce) v roce, kdy ke změně došlo:
- 1850 země česká, kraj Praha, politický okres Smíchov, soudní okres Zbraslav[5]
- 1855 země česká, kraj Praha, soudní okres Zbraslav
- 1868 země česká, politický okres Smíchov, soudní okres Zbraslav
- 1927 země česká, politický okres Praha-venkov, soudní okres Zbraslav[6]
- 1939 země česká, Oberlandrat Praha, politický okres Praha-venkov, soudní okres Zbraslav[7]
- 1942 země česká, Oberlandrat Praha, politický okres Praha-venkov-jih, soudní okres Zbraslav[8]
- 1945 země česká, správní okres Praha-venkov-jih, soudní okres Zbraslav[9]
- 1949 Pražský kraj, okres Praha-jih[10]
- 1960 Středočeský kraj, okres Praha-západ
- 2003 Středočeský kraj, obec s rozšířenou působností Černošice

## Společnost

### Rok 1932
V obci Bratřínov (198 obyvatel) byly v roce 1932 evidovány tyto živnosti a obchody: cihelna, družstvo pro rozvod elektrické energie v Bratřínově, 2 hostince, kovář, mlýn, rolník, obchod se smíšeným zbožím, trafika.

### Současnost
V letních měsících je okolí Bratřínova vyhledávaným cílem rekreantů a chatařů, kteří přijíždějí za čerstvým vzduchem, houbařením, či koupáním. Slapská přehrada je od obce vzdálena asi 6 km jihozápadním směrem.

## Obyvatelstvo

### Počet obyvatel
Počet obyvatel je uváděn za Bratřínov podle výsledků sčítání lidu včetně místních části, které k nim v konkrétní době patří. Je patrné, že stejně jako v jiných menších obcích Česka počet obyvatel v posledních letech roste. V celé bratřínovské aglomeraci nicméně žije necelých 1 tisíc obyvatel.
| 1869 | 1880 | 1890 | 1900 | 1910 | 1921 | 1930 | 1950 | 1961 | 1970 | 1980 | 1991 | 2001 | 2011 |
| ---- | ---- | ---- | ---- | ---- | ---- | ---- | ---- | ---- | ---- | ---- | ---- | ---- | ---- |
| 200  | 197  | 217  | 196  | 196  | 169  | 186  | 132  | 145  | 118  | 100  | 91   | 108  | 189  |

| 1869 | 1880 | 1890 | 1900 | 1910 | 1921 | 1930 | 1950 | 1961 | 1970 | 1980 | 1991 | 2001 | 2011 |
| ---- | ---- | ---- | ---- | ---- | ---- | ---- | ---- | ---- | ---- | ---- | ---- | ---- | ---- |
| 34   | 34   | 34   | 35   | 36   | 37   | 43   | 97   | 41   | 37   | 37   | 42   | 49   | 73   |

## Poloha a popis

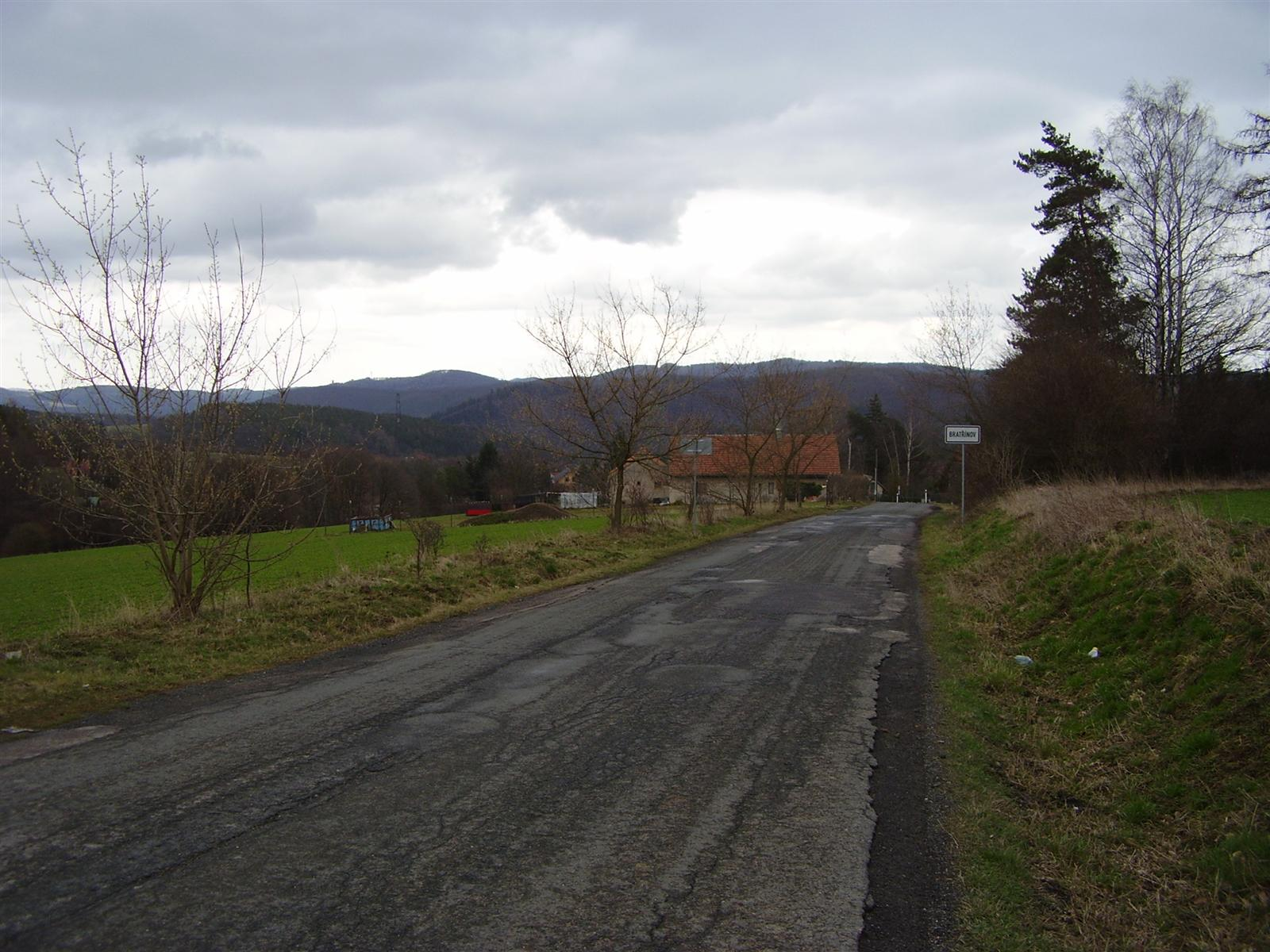
Začátek Bratřínova směrem od Čisovic

Obec je zasazena do krásné přírody, kde se pole střídají se smíšenými lesy. Rozloha katastrálního území Bratřínova je 421 ha. Nejvyšší kótou, na severozápadním okraji katastru, je kopec Horní vrch, který má nadmořskou výšku 439 m. Nejníže položené místo je pak řeka Kocába – 235 m n. m. Výškový rozdíl tedy obnáší 204 m.
Lesy zaujímají 188,57 ha, z toho vyplývá, že lesnatost území je 44,76 %.

## Doprava

### Dopravní síť
Do obce vedou silnice III. třídy. Železniční trať ani stanice či zastávka na území obce nejsou.

### Autobusová doprava 2024
Autobusovou dopravu v obci Bratřínov zajišťuje společnost Martin Uher. Obec je součástí Pražské integrované dopravy (PID). V obci se nachází zastávka Bratřínov. Obec obsluhují autobusové linky 314 a 449. Linka 314 začíná v Praze na Smíchovském nádraží a pokračuje ve směru Měchenice, Davle, Hvozdnice, Bojanovice, Bratřínov, Malá Lečice, Velká Lečice, Senešnice a Nová Ves pod Pleší. Linka 449 spojuje Mníšek pod Brdy s Bratřínovem, Čisovicemi, Bojovem, Klíncem a Jílovištěm a na druhou stranu s Řitkou a Líšnicí.